# どろんこ祭り
どろんこ祭りは、全国各地で行われる、水田にて泥まみれになりながら行う祭りである。元々は神事として行われていたものが多いが、今日では次第に集客イベント的な要素も帯びてきている。
また、その変型として泥田にてサッカー（というよりフットサルというべきだが、知名度のあるサッカーを用いる）を行う、どろんこサッカーも各地で夏のイベントとして行われている。

## 日本のどろんこ祭りの一覧
- 和良比はだか祭り（千葉県四街道市）：毎年2月25日に和良比皇産霊神社（みむすびじんじゃ）で行われる[1]

## 高知市長浜地区でのどろんこ祭り（高知県）

### 概要
神田祭り(かみだまつり)とも呼ばれ、高知県高知市南部の長浜で、毎年4月の第1土曜日から3日間に若宮八幡宮で行われる。土佐三大奇祭の1つで、以前は八十八夜を目安に、5月上旬に開催されていたが、1991年（平成3年）より、毎年4月第1の土曜日～月曜日に変更となった。

### 発祥
長浜地区での泥塗りの風習は400年以上の歴史があり、1587年（天正15年）に作成された長宗我部地検帳にも記載されている。発祥については諸説あるが、田植え終了時に、田ノ神の御利益に与るために生まれた説が有力である。江戸時代に土佐藩は田植え時の男女の戯れを禁止する触書を出したが、長浜の一帯は藩命として神事の形で存続させた。一説には、長宗我部氏統治下の風俗を、藩主である山内氏が民心の安定を目的として奨励したからとも言われている。

### 祭りの内容

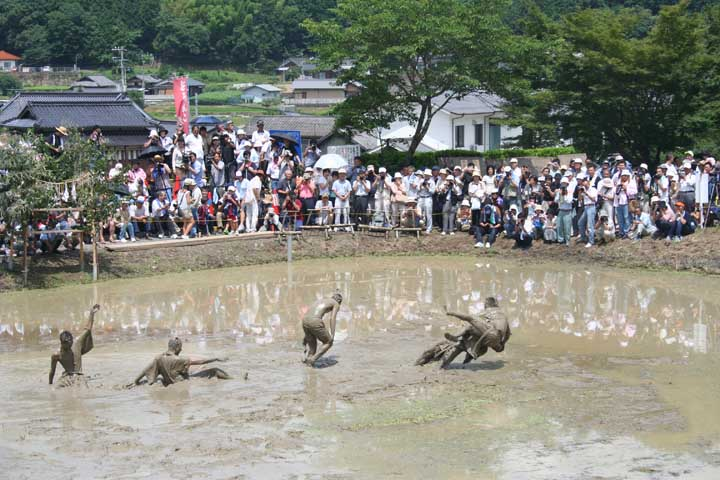
あぜ豆植え後半

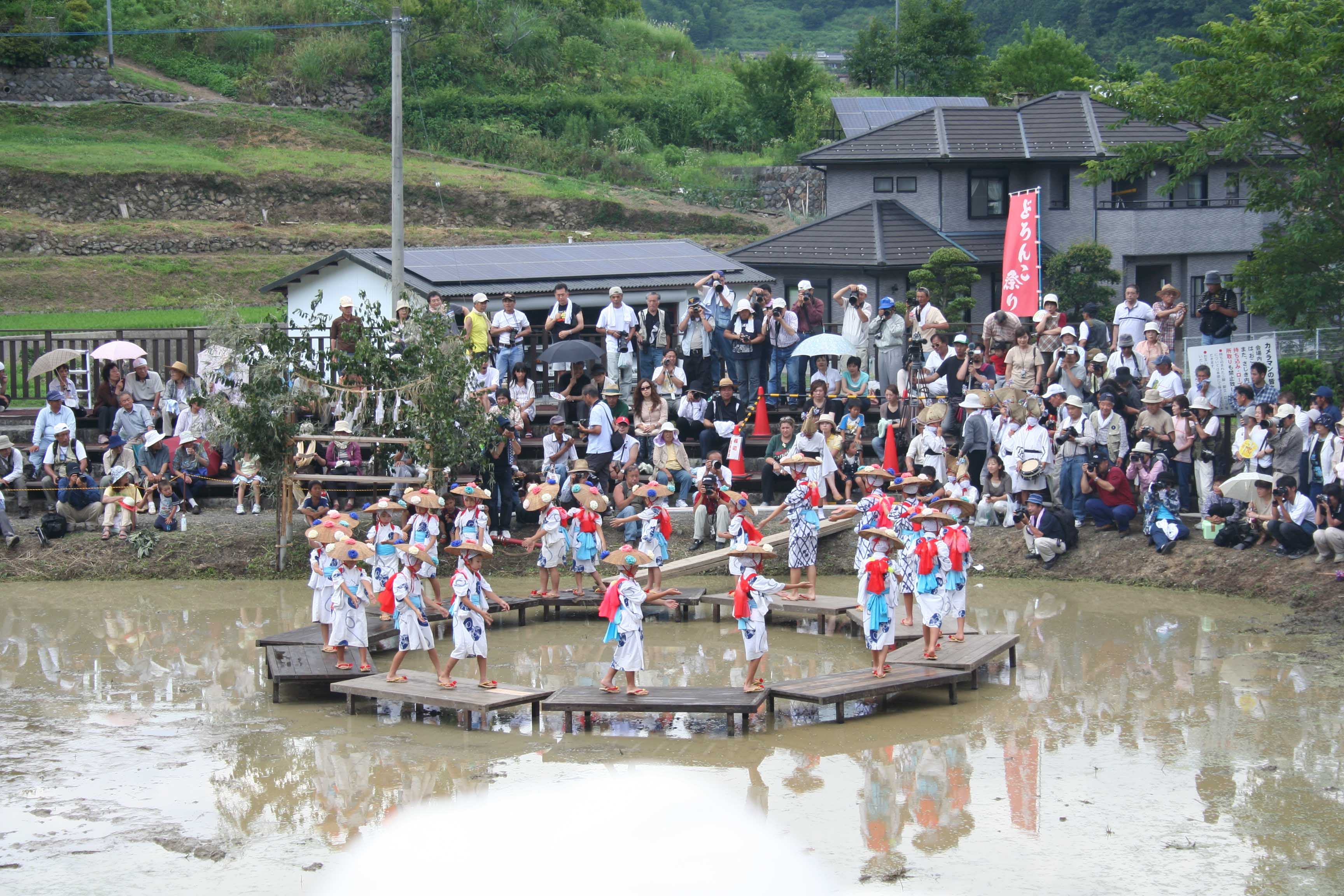
早乙女踊り

白い浴衣に赤い襷をかけた早乙女姿の女性が、田植え後、男性の顔に泥を塗り、豊作と無病息災を祈願する。祭りの会場に入った男性は全員が対象で、神事を司る神主や、警護配置の警察や警備員、見学に来た小学生なども対象となる。泥を塗られると夏場の病気を回避できるとされ、泥を塗られた男性は必ず礼を言うのがしきたりとなっている。

## 西予市城川地区でのどろんこ祭り（愛媛県）

### 概要
愛媛県南部の西予市にて行われていた、田植え休みのユニークな祭り。奥伊予の奇祭、御田植祭り（おんだまつり）とも呼ばれる。2000年（平成12年）に愛媛県の無形民俗文化財に指定されている。
例年、7月第1日曜日に実施。2010年（平成22年）は口蹄疫の余波で名物の代かきの主役の牛の確保が困難とのことで、開催は中止された。その後も地域の深刻な過疎化による担い手（特に牛の使い手）不足やメインの行事の代かきに登場する「牛」の確保が困難となり、の2017年12月に翌年からの休止を発表した。

### 発祥
1881年（明治14年）頃から、現在の西予市城川町土居にある三嶋神社のお田植え祭りとして行われていたものを、村おこしの目的もあって、イベント的に展開していた。もともと、五穀豊穣、無病息災を神に祈るとともに、田植えが無事に終わった喜びを分かち合い、農作業の労をねぎらう行事であったといわれる。
ハプニング、動きのある祭りであり、シャッターチャンスを狙うカメラマンが多数訪れる。写真コンテストも開催される。普段はのどかな山村であるが、この日は5000人余りが訪れ、にぎやかな一日となる。

### 祭りの内容
祭りは、三嶋神社脇の神田で行われ、田植の順番に従って、牛による代かきから始まり、あぜ豆植え、さんばいおろし、早乙女踊り、お田植えの順番となっている。以下、それぞれ述べる。
- 代かき

機械化が進み牛による代かき、それも何頭もが揃っての代かきは大変珍しく、7頭あまりの牛が水を張った水田を横一線に並んで歩む様は勇壮である。農家はこのために牛を肥育し、祭り前にはきちんと並び歩む為に牛のトレーニングに励むほどである（なかなか揃わないが、揃った様は見事）。かつては10頭以上の牛が登場していたこともある。
- あぜ豆植え

4人の男が、代かきの終わった田で虫をたいまつで払い、あぜ豆を植える仕草を面白おかしく演じていくが、やがて互いに突き飛ばしたり、投げ合ったりとドタバタ劇となる。時には、お巡りさん役の飛び入りがあったり、観客（演じる人の知人など）が連れ込まれるハプニングも。どろんこ祭りと呼ばれるゆえんである。
- さんばいおろし

豊作を願う神事。天狗の面のダイバンという役が、神事に興味を示し、やがておどけて神官の邪魔をし、神田に突き落としたりしていく。
- 早乙女踊り、お田植え

着飾った女児が行う。